# Младшая ветвь
Младшая ветвь (англ. Cadet branch) — это ветвь королевской или царской династии, которая произошла от младшего сына или сыновей правящего монарха.
В правящих династиях и благородных семьях большей части Европы и Азии основное достояние семьи — царство, титулы, вотчины, собственность и доход — исторически передавались от отца его первенцу по так называемому праву первородства; младшие сыновья наследовали меньше богатства и власти, которые передавались их будущим поколениям и потомкам. В отличие от сыновей, дочери (принцессы)  при патрилинейной системе наследования не могли становиться родоночальницами младших ветвей династии.

## История
В семьях и культурах, где право первородства не было обычаем или законом, как в феодальной Священной Римской империи равное распределение семейных владений среди мужчин в конечном итоге приводило к такому разделению наследования, что оно становилось слишком маленьким, чтобы поддерживать потомков на социально-экономическом уровне их предка.
Более того, братья и их потомки иногда ссорились из-за наследства. Хотя первородство по прямой линии стало обычным способом сохранения семейного богатства и уменьшения семейных споров, это было сделано за счет младших сыновей и их потомков. Как до, так и после того, как правилом стало наследование трона по принципу первородства, младшие братья иногда соперничали со старшими братьями за право быть избранными наследником отца или, после того, как выбор был сделан, стремились узурпировать право первородства старшего. Если правящая ветвь рода вымирала, то право наследования прослеживалось по семейному древу до старшей из младших ветвей; в таких случаях могло оказаться, что сразу несколько человек имели право на трон.
Европейская геральдика по крайней мере начиная с XIV века обязывала представителей младших ветвей рода явственно показывать это на своих гербах, не нося полный герб или добавляя особые знаки (бризуры).

## Статус
Основная ответственность за повышение престижа семьи, возвышение династии, ложилась на старшую ветвь.
Не ожидалось, что представители младшей ветви должны создать семью. Старшие сыновья не всегда поддерживали желание младших жениться, опасаясь конкуренции или дестабилизации обстановки в стране. Если младший сын монарха всё-таки решил вступить в брак, члены семьи должны были поддерживать социальный статус семьи, но могли заниматься делами, которые были слишком унизительными или рискованными для старшей ветви, такие как: эмиграция в царство другого монарха (как, например, грузинские князья Багратион-Давитишвили, бежавшие из Кахетинского царства в Картлийское), участие в коммерции или профессии, такой как право, религия, наука, военная служба или государственное учреждение.
Некоторые младшие ветви королевских династий в итоге унаследовали корону старшей линии, например Бурбоны:
- герцоги Вандомские взошли на трон Франции (после гражданской войны) в 1593 году;
- дом Савуа-Кариньян унаследовал королевства Сардинии (1831) и Италии (1861);
- графы Палатин из Цвайбрюккена получили Палатинский электорат от Рейна (1799) и Королевство Бавария (1806);
- и свергнутый герцог Нассау был восстановлен суверенитетом в Великом герцогстве Люксембург (1890).

В других случаях младшая ветвь затмевала более старшие по рангу и силе, например короли Пруссии и германские императоры, младшие по первородству графов и князей Гогенцоллернов, а также курфюрстов и королей Саксонии, которые были младшей ветвью Дома Веттинов, чем Великих Герцогов Саксен-Веймарских.
Еще более младшая ветвь Веттинов, возглавляемая правителями малых Герцогств Саксен-Кобург и Гота посредством дипломатии или брака в XIX и XX веках получило королевские короны Бельгии, Португалии, Болгарии и государств Содружества.
Благодаря брачным союзам, младшие ветви таких домов, как Ольденбургские (Гольштейн-Готторпы), Полиньяки и Бурбоны (Пармские) по мужской линии взошли на троны России, Монако и Люксембурга соответственно.
Голландский королевский дом в разное время был младшей ветвью Мекленбурга и Липпе (-Бистерфельд).
В государствах Содружества принц Филипп, герцог Эдинбургский и его потомки по мужской линии являются младшей ветвью Дома Глюксбургов.

## Известные младшие ветви династий мира
- Династия Йорков: потомки четвёртого сына Эдуарда III Плантагенета, короля Англии, которая в ходе Войн роз (1455—1485) вытеснила по наследству старшую ветвь Плантагенетов — Ланкастеров, на английском троне (1461). Генрих Тюдор, граф Ричмонда, получивший корону завоеванием от Ричарда III (август 1485 г.). Как Генрих VII, он взял в качестве королевы-консорта наследницу младшей ветви Елизавету Йоркскую в январе 1486 года. Их сын Генрих VIII, таким образом объединившись в его лице и на троне Англии обе ветви Плантагенетов, при основании династии Тюдоров, которые правили Англией до 1603 года.
- Династия Багратионов:

1. ветвь князей Багратион-Давитишвили, происходящая от младшего сына царя Кахетии Александра I, царевича Деметре по прозвищу «твалдамцвари» (с грузинского — глазогорящий), бежавшая из Кахетии в Картлийское царство, где была признана в княжеском достоинстве, после того, как брат основателя этой младшей ветви Георгий II по прозвищу «злой» убил своего отца и узурпировал царский трон в Кахетии в 1511 году, а своему брату велел выжечь глаза. Потомки Деметре продолжали традицию царского происхождения, роднясь с другими ветвями Багратионов и другими крупными феодальными родами Грузии, быстро выбравшись из нищеты в богатых вельмож. В Картли они владели имениями Дирби, Броти, Сативе, Бебниси, Нули, Пца, Абано, Торманеули, Тмихзреви, Броцлети, Сткоца и многими другими селениями, включая земли из княжества Самцхе-Саатабаго. Родовой резиденцией их была крепость в Нули.
2. ветвь князей Багратион-Мухранских: В 1512 году царь Картли Давид X пожаловал в удельное владение Мухрани своему младшему брату Баграту (ок. 1487—1539), чтобы обеспечить себе поддержку от посягательств другого грузинского правителя, царя Кахетии Георгия II Злого. Тогда образовалось мелкое княжество, ставшее садрошо — Самухранбатоно. Постепенно князья Мухранские, воспользовавшись слабостью царской власти, превратили свою вотчину в автономное владение (сатавадо), став князьями (тавадами). Долгое время этот род числился среди пяти-шести феодальных родов высшего порядка, его представители занимали высшие административные и армейские посты и командовали левым флангом картлийской армии.[5]

- Династия Шлезвиг-Гольштейн-Зондербург-Глюксбург : потомки младшего сына короля Кристиана III Датского (из Дома Ольденбург), который в конечном итоге стал монархом Дании, Норвегии и Греции, из которых Чарльз, принц Уэльский, по мужской линии является его потомком.
- Династия Бурбонов: потомки младшего сына Людовика IX, короля Франции, который в лице Генриха IV унаследовал трон Франции от старшей ветви Капетингов, Валуа в 1589 г ., от которых произошли короли из дома Бурбонов в Испании (включая и французские законные линии рода), короли Обеих Сицилий, и суверенные герцоги Пармские, которые в настоящее время правят в Великом герцогстве Люксембург по младшей линии. Также от Людовика XIII де Бурбона происходит младшая ветвь, известная как Орлеанский дом, к которому принадлежит король Луи-Филипп, претендент на престол Франции.
- Дом Гонзага: благородная семья, правившая в Мантуе, насчитывала в своей династии несколько младших ответвлений, правивших отдельными маленькими княжествами, поскольку в обычае Гонзага было разделять наследство по мужской линии[6].
- Дом Гизов: хотя герцоги Лотарингии пользовались континентальной независимостью, номинально они были вассалами императоров Священной Римской империи, и их геополитическое значение заключалось не столько в размере их королевства, сколько в решающем положении Лотарингии между конкурирующими французскими и немецкими государствами. Младший брат герцога Антуана, Клод Лотарингский, получил владение Гиз во Франции и отправился к французскому двору. Там он получил титул герцога де Гиза как пэр Франции, и отныне ему и его потомкам по мужской линии был присвоен титул принца. Поскольку протестантская реформация угрожала единству Франции, явная лояльность потомков Клода Римско-католической церкви в сочетании с их едва скрываемыми претензиями на трон последнего из королей Валуа, который наделил Гизов непревзойденной властью во французской политике. Их роль в войнах Парижа и Франции расширила их влияние в европейских делах до восшествия на престол Дома Бурбонов в 1593 году, и намного превосходило роль их старших кузенов.
- Мандела: Нельсон Мандела, покойный президент Республики Южная Африка, был по мужской линии правнуком короля Нгубенгчука из правителей тембу южноафриканской народности коса. Как бы то ни было, он был наследником, а другие члены ветви семьи Мандела, правящей королевской династии Тембу, не имеют права наследовать престол предков, потому что все они произошли от морганатического брака Нгубенгчука с женщиной ритуально неполноценной семьи. Таким образом, их традиционная роль в королевстве — это роль потомственных тайных советников монархов Тембу, которые сами не могут наследовать трон. В дополнение к этому признанный лидер семьи, вождь Мандла Мандела, также по традиции служит вождем племени из Мвезо под руководством своего родственника, верховного вождя из Тембуланда, в настоящее время являющимся королем Буелехая Далиндьебо .
- Семья Спенсер: общая ветвь семьи Спенсер происходит от Джона Спенсера, младшего сына Чарльза Спенсера, 3-го графа Сандерленда и леди Энн Черчилль. Старший сын пары Роберт унаследовал титул своего отца графа Сандерленда. Когда Роберт, 4-й граф Сандерленд, умер без наследника, его отцовские титулы перешли к его младшему брату, Чарльзу, который позже унаследовал титул герцога Мальборо после смерти его тетя Генриетта и стала 3-м герцогом Мальборо. Потомки Чарльза (позже известные как Спенсеры-Черчилли) стали старшей ветвью семьи Спенсеров. У его младшего брата Джона был единственный сын, которого также звали Джон, который стал 1-м графом Спенсером. От линии графов Спенсер произошли многие выдающиеся личности, в том числе Диана, принцесса Уэльская, чей сын принц Уильям, герцог Кембриджский, является её наследником.
- Веллингтоны: Артур Уэлсли, младший брат Ричарда Уэлсли , 2-го графа Морнингтона, начал свою карьеру в качестве протеже его старшего брата. Он поступил в армию — традиционное занятие для младших сыновей. С 1809 по 1814 год он одержал ряд очень значительных побед и был удостоен ряда возрастающих титулов; Барон Деруэнт, виконт Веллингтон, граф Веллингтон, маркиз Веллингтон и, наконец, герцог Веллингтон. Потомок барона Коули, младшего брата Ричарда Уэлсли, стал графом Коули в пэрстве Соединённого Королевства, его младшей линии в семье, тем самым достигнув более высокого статуса, чем графство Морнингтон в пэрстве Ирландии.
- В случае Дома Саудитов фамилию «Аль Сауд» носит любой потомок Мухаммада ибн Сауда или его трех братьев Фархана, Тунайяна и Мишари. Другие ветви семьи Аль-Сауда, такие как Аль-Кабир, Аль-Джилуви, Аль-Тунайан, Аль-Мишари и Аль-Фархан, называются младшими ветвями. Члены младших ветвей занимают высокие и влиятельные должности в правительстве, хотя они и не входят в линию наследования саудовского престола. Многие представители младших ветвей вступают в брак с представителями Аль-Сауда, чтобы восстановить свою родословную и продолжать оказывать влияние в правительстве. Сыновья, дочери, по отцовской линии внучки и внуки Ибн Сауда относятся к титулу «Его Королевское Высочество», в отличие от тех, кто принадлежит к младших ветвям, которых называют «Его Высочество», и в дополнение к этому правящий король имеет титул Хранитель двух Святых мечетей[7].
- Клан Минамото был младшей ветвью Императорского Дома Японии, который происходил сначала от императора Саги, а затем от Императора Сэйва. Несмотря на свое происхождение из благородной семьи, исключенной из линии преемственности, Минамото стал одним из четырёх великих кланов, которые доминировали в японской политике в течение периода Хэйан и после победы в войне Гэнпэй, основал первый сёгунат.